# HACCP
위해분석과 중요관제점(영어: Hazard Analysis and Critical Control Points) 또는 단순히 해썹(영어: HACCP)은 생산-제조-유통의 전과정에서 식품의 위생에 해로운 영향을 미칠 수 있는 위해요소를 분석하고, 이러한 위해 요소를 제거하거나 안전성을 확보할 수 있는 단계에 중요관리점을 설정하여 과학적이고 체계적으로 식품의 안전을 관리하는 제도이다.

## 정의
위해요소 분석이란 “어떤 위해를 미리 예측하여 그 위해요인을 사전에 파악하는 것”을 의미하며, 중요관리점이란 “반드시 필수적으로 관리하여야 할 항목”이란 뜻을 내포하고 있다. 즉 해썹(HACCP)은 위해 방지를 위한 사전 예방적 식품안전관리체계를 말한다.
해썹(HACCP) 제도는 식품, 축산물, 사료 등을 만드는 과정에서 생물학적, 화학적, 물리적 위해요인들이 발생할 수 있는 상황을 과학적으로 분석하고 사전에 위해요인의 발생여건들을 차단하여 소비자에게 안전하고 깨끗한 제품을 공급하기 위한 시스템적인 규정을 말한다.

## HACCP 관리
한국의 HACCP은 식품, 축산물, 사료의 세 종류로 나뉘며 식품과 축산물은 식품의약품안전처에서, 사료의 경우 농림축산식품부에서 담당하여 관리하고 있다.
- 식품의약품안전처: 식품의 원료 관리 및 제조·가공·조리·유통의 모든 과정에서 위해한 물질이 식품에 섞이거나 식품이 오염되는 것을 방지하기 위하여 각 과정의 위해요소를 확인·평가하여 중점적으로 관리하는 기준이다.
- 농림축산식품부: 축산물의 원료관리, 처리·가공 및 유통의 전 과정에서 위해 물질이 해당 축산물에 혼입되거나 오염되는 것을 사전에 방지하기 위하여 각 과정을 중점적으로 관리하는 기준이다.

## HACCP의 적용 절차
1. HACCP 팀을 편성한다. 최고 경영자를 포함하여 경영하는 것이 바람직하며 HACCP 팀장은 영업자나 공장장이 권장된다.
2. 식품의 설명과 기술(안정성, 유효기한, 포장, 유통 형태)을 확인한다.
3. 제품의 사용 방법을 확인한다.
4. 제조 공정 흐름도를 작성한다.
5. 제조 공정 흐름도를 현장에서 검증한다.
6. 위해 요인을 분석한다. (원칙 1) 물리적, 화학적, 생물학적 요인들을 분석한다. 위해요소 분석 절차는 1) 잠재적 위해요소 도출 → 2) 발생원인 규명 → 3) 심각성과 발생가능성을 고려하여 위해 평가 (심각성 평가기준 : FAO, CODEX, NACMCF) → 4) 예방 조치 및 관리 방법 설정 → 5) 위해요소 목록표 작성 순이다.
7. 중점 관리점(CCP)을 설정한다. (원칙 2) 중점 관리점이란 위해요소중점관리기준을 적용하여 식품의 위해요소를 예방·제거하거나 허용수준 이하로 감소시켜 당해 식품의 안전성을 확보할 수 있는 중요한 단계·과정 또는 공정을 뜻한다.
8. CCP 관리 기준을 설정한다. 허용 한계(CL)를 설정하는 것이 거의 대부분이다. (원칙 3) 한계 기준이란 중요관리점에서의 위해요소 관리가 허용범위 이내로 충분히 이루어지고 있는지 여부를 판단할 수 있는 기준이나 기준치를 말한다.
9. CCP의 측정 방법을 확립한다. (원칙 4) 모니터링이란 중요관리점에 설정된 한계기준을 적절히 관리하고 있는지 여부를 확인하기 위하여 수행하는 일련의 계획된 관찰이나 측정하는 행위 등을 말한다.
10. 허용 한계를 벗어났을 때 개선 조치를 확립한다. (원칙 5) 개선 조치란 모니터링 결과 중요관리점의 한계기준을 이탈할 경우에 취하는 일련의 조치를 말한다.
11. HACCP 시스템의 검증 방법을 확립한다. (원칙 6) 검증이란 HACCP의 시스템이 실제로 적절한지 평가하는 유효성 평가, HACCP의 계획대로 실제로 잘 수행되고 있는지를 평가하는 실행준수성 평가 모두를 뜻한다.
12. 기록을 적어서 보관하는 시스템을 확립한다. (원칙 7) 문서화와 기록 유지를 통하여 지속적인 HACCP 관리를 실행한다.

## HACCP 인증(지정) 신청
식품, 축산물 HACCP 인증과 사료 HACCP 지정은 한국식품안전관리인증원에서 담당한다.
1. 식품, 축산물, 사료 : 한국식품안전관리인증원(http://haccp.or.kr)에서 신청할 수 있다.

## 같이 보기
- FMECA
- 결함수 해석
- 식품 안전
- ISO 22000
- 위해 분석
- 위생
- 전사적 품질 경영